# Airi Suzuki
Airi Suzuki (jap. 鈴木愛理 Suzuki Airi; ur. 1989 w Tokio) — japońska skrzypaczka, zdobywczyni II nagrody na XIII Międzynarodowym Konkursie Skrzypcowym im. Henryka Wieniawskiego w Poznaniu w 2006.
Ukończyła  Tōhō Gakuen School of Music w Tokio. Później studiowała w Hochschule für Musik, Teather und Medien Hannover (HMTMH) w Hanowerze, w klasie skrzypiec prof. Krzysztofa Węgrzyna.
W 2012 została laureatką 5. nagrody na Międzynarodowym Konkursie Skrzypcowym im. Josepha Joachima w Hanowerze.